# 刑部省
刑部省（ぎょうぶしょう、和名: うたへただすつかさ、旧字体：𠛬部省）は、古代日本の律令制下の八省の一つ。

## 概要
古代日本における律令制下の八省の一つ。主な職掌は、司法全般を管轄し重大事件の裁判・監獄の管理・刑罰を執行することである。しかし、軽罪については各官司が独自に裁判権を持ち、平安時代に検非違使が設置されて以降、ほとんどの職掌を検非違使に奪われることとなり、有名無実化した。唐名は刑部、秋官、大理。官舎は皇嘉門内にあった。

### 職員
四等官の他、品官として罪人を裁く判事が設置され、また罪人に対する糾問にあたる解部も設置されていた。判事や解部の部局は刑部省からある程度独立していた。
長官である刑部卿は正四位下相当で、平忠盛なども任命されたことがあるが、従三位以上の公卿が兼帯することも多かった。唐名は刑部尚書、秋官尚書、大理卿。
大輔以下の職員構成は以下の通り。
- 大輔（正五位下相当） - 一人
- 少輔（従五位下相当） - 一人
  - 輔の唐名:「刑部侍郎」「大理少卿」「都官郎中」
- 大丞（正六位下相当） - 二人
- 小丞（従六位上相当） - 二人
  - 丞の唐名:「刑部郎中」「刑部員外郎」「大理丞」「大理録事」「大理員外郎」
- 大録（正七位上相当） - 二人
- 少録（正八位上相当） - 二人
  - 録の唐名:「刑部主事」「刑部主簿」

- 大判事（正五位下相当　唐名:「大理正」「大理司」「廷尉正」） - 二人（後に一人[注釈 2]）
- 中判事（正六位下相当） - 四人（後に皆省除）
- 少判事（従六位下相当　唐名:「大理丞」） - 四人（後に二人）
- 判事大属（正七位下相当）
- 判事少属（正八位下相当）
  - 属の唐名:「大理録事」「評事史」「評事主簿」

- 大解部（従七位下相当）
- 中解部（正八位下相当）
- 少解部（従八位下相当）

下級事務職員として、
- 史生
- 省掌
- 使部
- 直丁

注:大輔と少輔には後に権官も置かれた。

### 刑部省被官の官司
- 囚獄司（しゅうごくし、和：ひとやの つかさ） - 監獄
- 贓贖司（ぞうしょくし、和：あがものの つかさ） - 没収物の管理。平城天皇のときに刑部省へ吸収された[1]。